# Telespazio
Telespazio est une coentreprise franco-italienne de l'industrie spatiale spécialisée dans les services liés à la mise en œuvre des satellites. Son siège se situe à Rome (Italie). Elle dispose de plusieurs établissements dans ce pays ainsi qu'en France, Allemagne... La société fondée en 1961 est devenue une coentreprise franco-italienne à la suite de la fusion en 2005 d'Alcatel Space avec Alenia devenu Alcatel Alenia Space puis Thales Alenia Space. La société est détenue à hauteur de 67% par Finmeccanica et à 33% Thales.
L'activité de Telespazio, qui emploie environ 2 500 personnes, comprend :
- La gestion des opérations de préparation des satellites avant leur lancement, le contrôle des opérations de mise à poste et de recette[1].
- Le traitement et la distribution de données collectées par les satellites d'observation de la Terre : programme Copernicus de l'Agence spatiale européenne, programme italien COSMO-SkyMed[2]
- La gestion de système de télécommunications par satellites pour le compte d'opérateurs de satellites ou d'institutions[3].
- La gestion de téléports en Italie (Fucino, Lario, Materaet Scanzano) et dans d'autres pays ainsi que de la station de télécommunications vers l'espace lointain de Malargue pour le compte de l'ESA[4].

## Notes et références

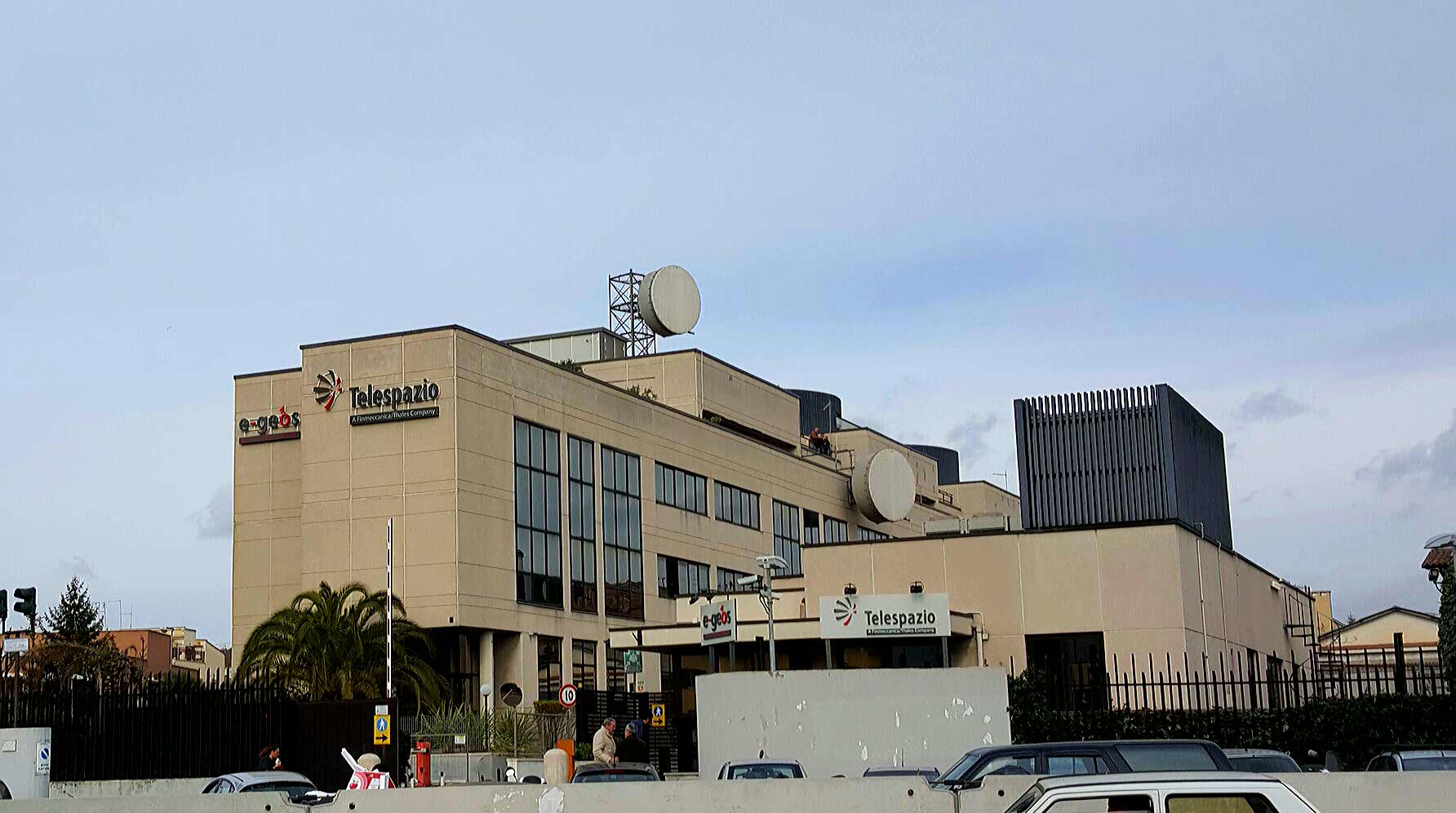
Siège de Telespazio à Rome